# Clube do livro
Um clube do livro, também conhecido como clube de leitura, é um clube social onde pessoas normalmente se encontram para discutir sobre um livro que acabaram de ler, expressando suas opiniões, críticas, etc. Comumente, membros de clubes do livro encontram-se em suas casas, em livrarias, pubs, cafés, restaurantes, etc. Há também clubes do livro online.

## Editora Clube do Livro
Clube do Livro também foi uma editora bastante influente no Brasil, com publicações de livros a preços populares e um sistema de associados, onde, seus membros recebiam mensalmente um título em sua residência.  Os livros eram brochuras de capa mole e ótima apresentação gráfica, embora impressos em papel jornal. Os leitores ou associados do Clube do Livro, recebiam-nos devidamente empacotados, lacrados, o que dava um tom de surpresa e segurança.
A Editora Clube do Livro nasceu em 1943 e seu primeiro título, O Guarani de José de Alencar, foi publicado em julho do mesmo ano. Desde então sua atuação foi crescente, chegando a ter em torno de 50 mil associados em 1969. Em novembro de 1973 o grupo gráfico-editorial Revista dos Tribunais assumiu seu controle, encerrando suas atividades temporariamente até 1976. Mais tarde, o Clube do Livro foi comprado pela Editora Ática, que recomeçou a publicar com o logo do clube até 1983. Depois de 1984, com o afastamento de Mário Graciotti da editoria, a Ática tentou modernizar a imagem do Clube do Livro. Antigas traduções foram revisadas, às vezes com a inclusão de partes que haviam sido omitidas, e republicadas. Em 1989, finalmente, sua publicação foi definitivamente interrompida